# Forschungsvereinigung Antriebstechnik
Die Forschungsvereinigung Antriebstechnik e. V. (FVA) ist ein 1967 gegründeter Zusammenschluss von Unternehmen zur vorwettbewerblichen Forschung im Bereich der Antriebstechnik.

## Historie
Im Rahmen der technischen Arbeit des Fachverbandes Antriebstechnik des VDMA bekamen in den 1960er Jahren wissenschaftliche Fragestellungen immer stärkeres Gewicht. Die Unternehmen erkannten den Bedarf, Forschungsthemen auch gemeinsam anzugehen und gründeten 1967 die Vereinigung zu dem Zweck, die wissenschaftliche Forschung auf dem Gebiet der Antriebstechnik zu fördern sowie alle hierzu notwendigen Voraussetzungen auf den einschlägigen Gebieten zu schaffen. Die Ergebnisse der Gemeinschaftsforschung vereinfachen die Diskussion zwischen Hersteller und Anwender. Zum Beispiel sind die FVA/FZG-Testverfahren Graufleckentest (FVA54) und Pittingtest international bekannt und werden in den USA vom dortigen Fachverband der Zahnradhersteller AGMA seinen Mitgliedern zur Anwendung empfohlen. Mineralölgesellschaften beziehen sich in Datenblätter ihrer industriellen Schmierstoffe auf diese Tests.
Nach Michael Paul (ZF Friedrichshafen, bis 2014) und Christian Schliephack (Reintjes) ist jetzt Arbogast Grunau (Schaeffler) Vorsitzender des Vorstands.

## Tätigkeit und Organisation
Themenfelder der FVA sind die mechanische und die elektrische bzw. mechatronische Antriebstechnik, sowohl von stationären industriellen Anlagen als auch von Fahrzeugen, mobilen Maschinen und Luftfahrzeugen. Die Gemeinschaftsforschung hat zum Ziel, das technisches Know-how der Unternehmen und die Qualität ihrer Produkte zu verbessern und die Produktionskosten zu senken. Informationsveranstaltungen, Seminare und Tagungen der Forschungsvereinigung bieten den Unternehmen die Möglichkeit, neueste Forschungsergebnisse anzuwenden und Mitarbeiter entsprechend aus- und weiterzubilden.
In der FVA sind rund 2.000 Industrieexperten entlang der Wertschöpfungskette vertreten, die in Arbeitskreisen die Forschung von über 300 wissenschaftlichen Mitarbeitern und Professoren von über 50 Instituten begleiten. Die FVA ist Mitglied der Arbeitsgemeinschaft industrieller Forschungsvereinigungen „Otto von Guericke“, und dort für Industrielle Gemeinschaftsforschung antragsberechtigt.

## Mitgliedsfirmen
Die FVA hat etwa 200 Mitgliedsunternehmen (Stand 2020). Mitglieder können nur Unternehmen werden, die Produkte für die Antriebstechnik herstellen und mindestens einen Produktionsstandort in Deutschland haben. Unternehmen ohne Produktionsstandort in Deutschland können außerordentliche Mitglieder werden.
Unter den Mitgliedsunternehmen befinden sich (Stand 2020) unter anderem Autohersteller (Audi, BMW, Daimler, Opel, Porsche, Volkswagen), First Tier Supplier (Bosch, Magna, ZF Friedrichshafen, Valeo Siemens, Mahle), Mineralölfirmen (Addinol Lube, BP Europa, Esso Deutschland) und weitere Firmen (AGCO, ALD Vacuum Technologies, Auma Drives, BASF, Delta Electronics, Demag Cranes & Components, Deutsche Edelstahlwerke AG, Eickhoff Maschinenfabrik).

## Förderpreis
Der nach Hans Winter (Ingenieur) benannte Hans-Winter-Preis wird seit 2000 jährlich auf der FVA-Informationstagung verliehen. Er honoriert hervorragende wissenschaftliche Leistungen von Nachwuchskräften im Rahmen von FVA-Forschungsprojekten.